# Dorfkirche Blumberg (Ahrensfelde)

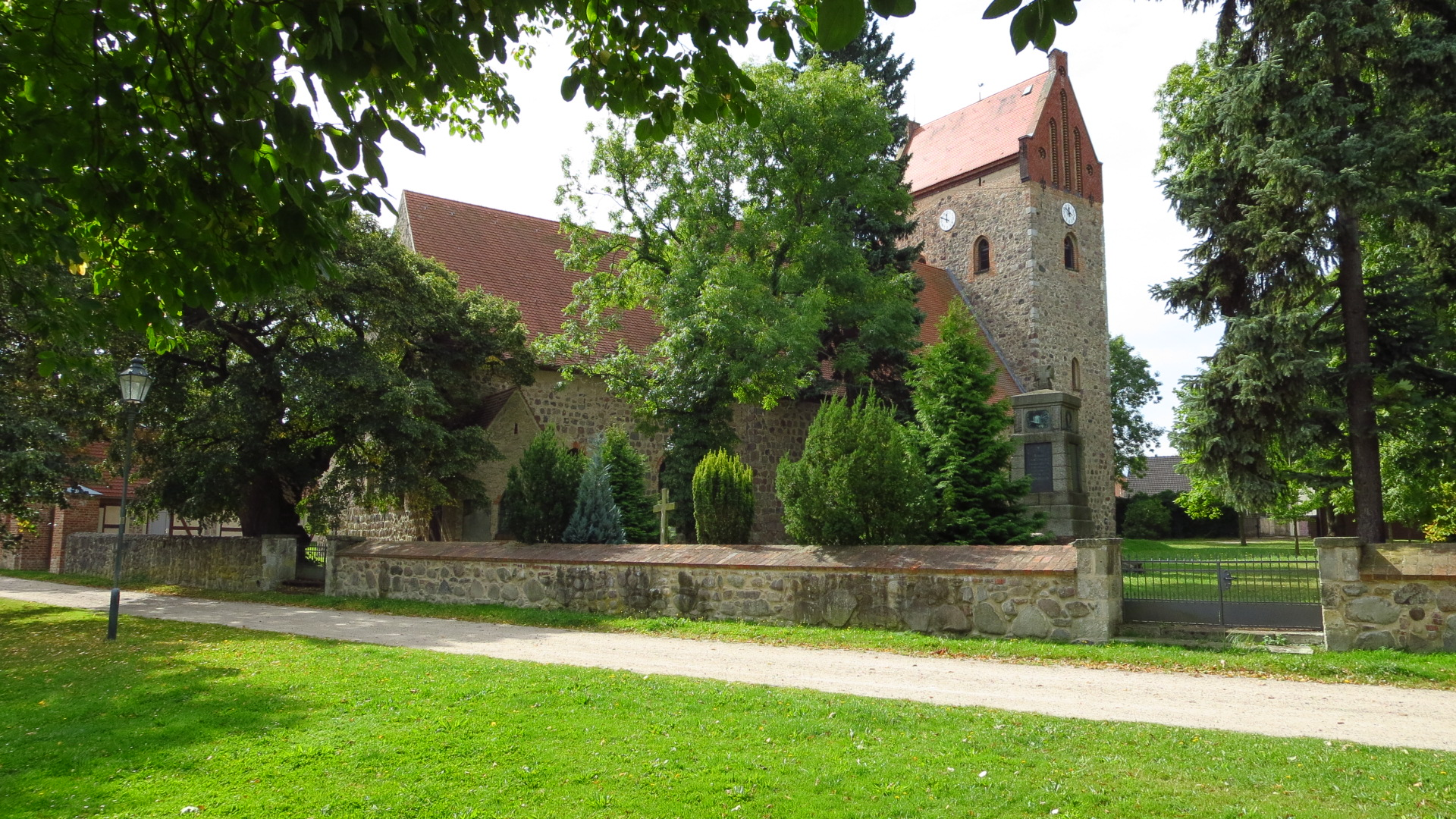
Dorfkirche Blumberg (Ahrensfelde)

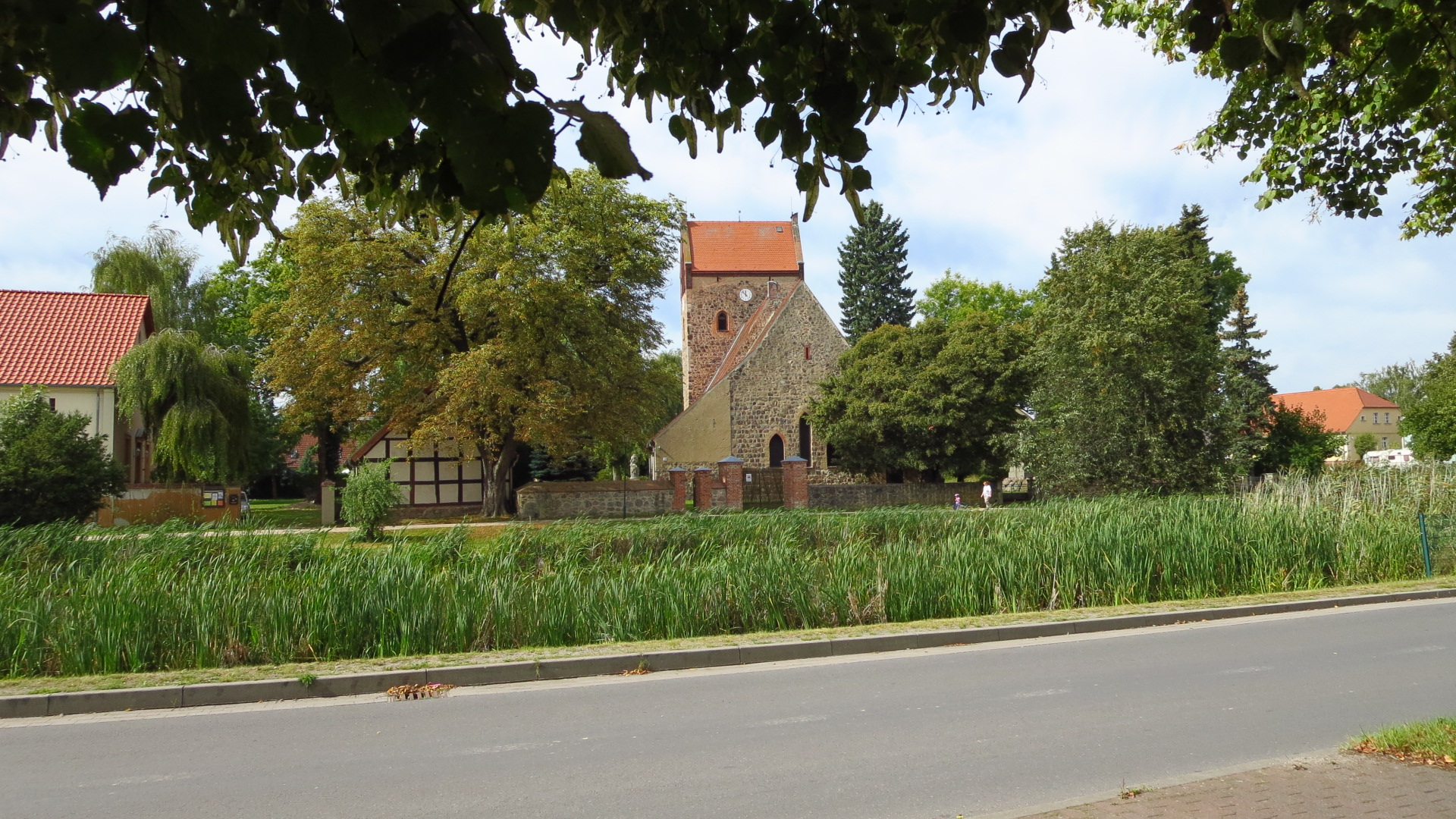
Ansicht von Osten

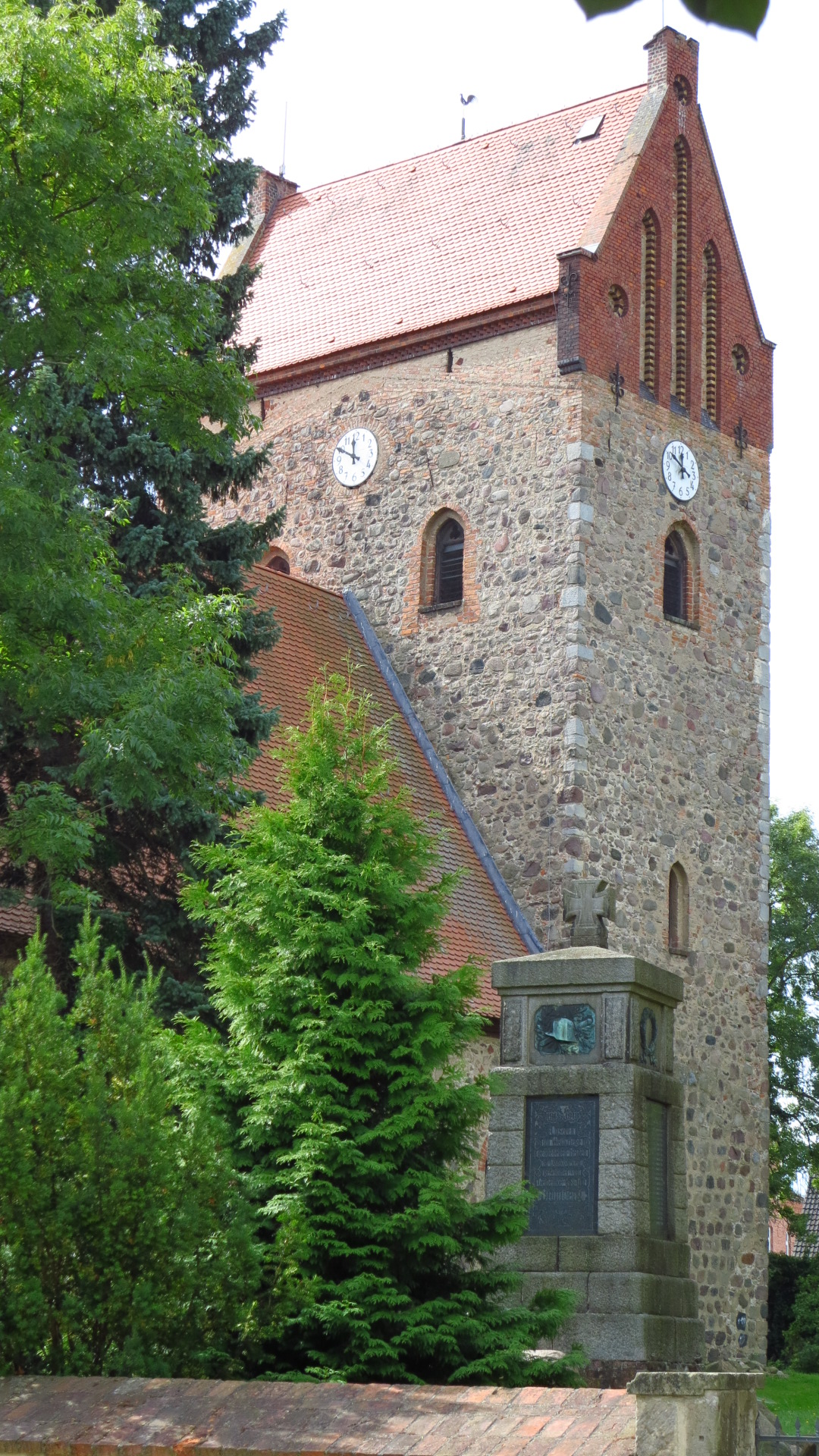
Turm

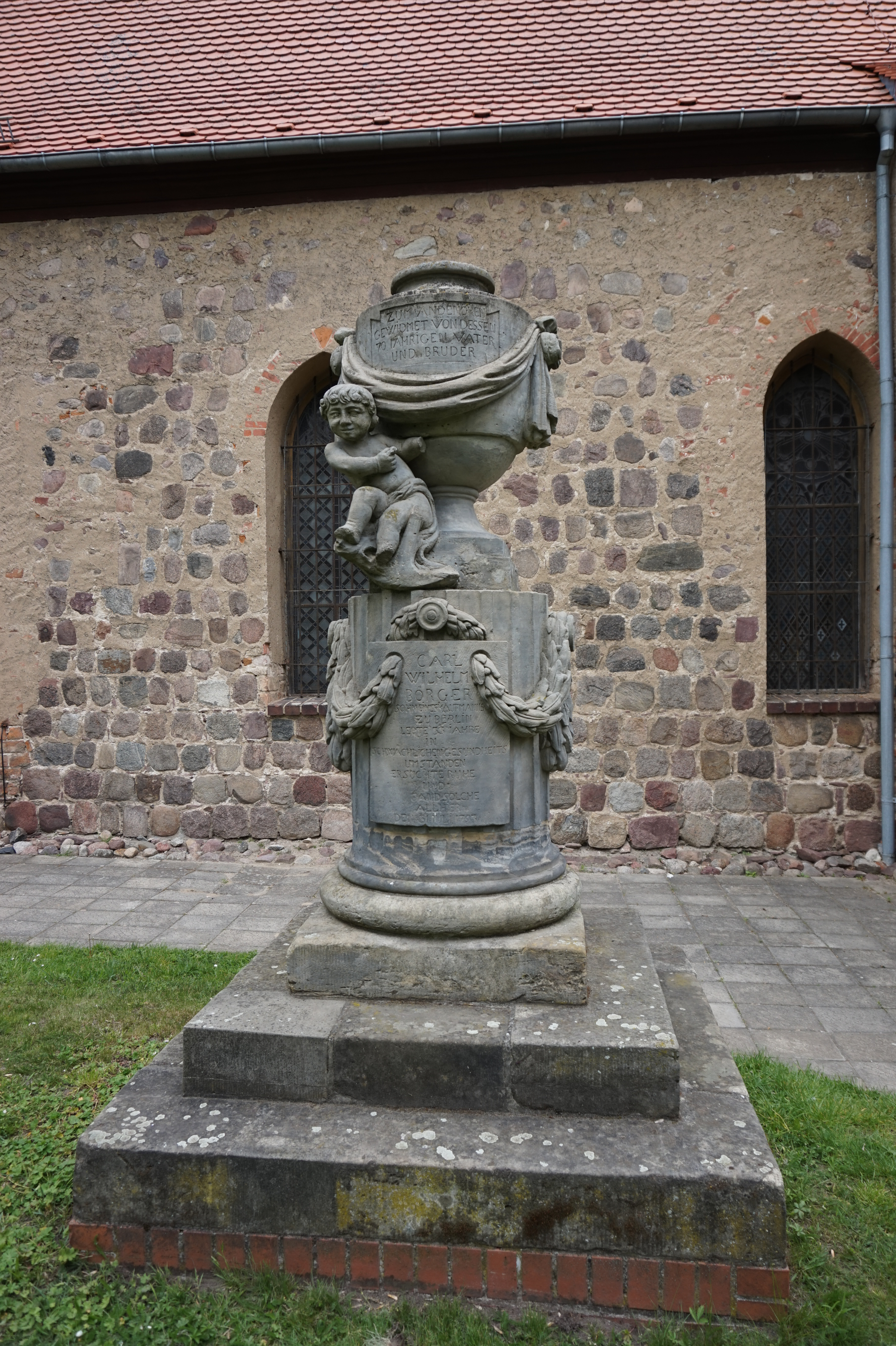
Urnengrabmal im Zopfstil für Carl Wilhelm Börger in Blumberg

Die evangelische Dorfkirche Blumberg ist eine frühgotische Feldsteinkirche im Ortsteil Blumberg von Ahrensfelde im Landkreis Barnim in Brandenburg. Sie gehört zur Kirchengemeinde Blumberg im Kirchenkreis Berlin Nord-Ost der Evangelischen Kirche Berlin-Brandenburg-schlesische Oberlausitz und gehört zu den offenen Kirchen.

## Geschichte und Architektur
Die Dorfkirche Blumberg wurde als stattliche Feldsteinsaalkirche in der zweiten Hälfte des 13. Jahrhunderts mit langem, eingezogenem Rechteckchor und hohem Westquerturm erbaut und zu Beginn des 16. Jahrhunderts durch Einbau von Pfeilern und Gewölben zu einer zweischiffigen Hallenkirche umgewandelt. Die Sakristei südlich am Chor wurde wahrscheinlich gegen Ende des 13. Jahrhunderts angebaut, 1724 verlängert und zu einer Patronatsloge mit Gruft umgebaut. In den Jahren 1878/81 wurde eine umfassende Restaurierung durchgeführt und eine Sakristei im Nordosten angebaut.
Der oberhalb der Schiffsmauern mit hellen Eckquadern abgesetzte Turm stammt nach dem Dehio-Handbuch vermutlich aus dem 14. Jahrhundert (nach anderer Quelle wird ein Zusammenhang mit der 1462 gegossenen Glocke hergestellt), sein Abschluss mit Satteldach zwischen Backsteingiebeln von 1937. Das breitspitzbogige Südportal mit profiliertem Backsteingewände wurde im 15. Jahrhundert eingerichtet, das Westportal in ähnlichen Formen von 1878/81. Die bei der Einwölbung zu Beginn des 16. Jahrhunderts eingebrochenen Fenster wurden 1878/81 vergrößert, nur das mittlere Ostfenster entstammt dem 15. Jahrhundert; die Bögen der ursprünglichen, vermauerten Dreifenstergruppe sind erkennbar.
Innen ist das Schiff über drei Rundpfeilern in der Mittelachse zweischiffig kreuzrippengewölbt; der durch einen spitzbogigen Triumphbogen abgesetzte Chor ist mit einer zweijochigen Kreuzrippenwölbung versehen. Die Rippen mit Birnstabprofil im Schiff enden auf Konsolen mit männlichen Büsten, die durch Attribute als Apostel erkennbar und wohl einer Berliner Werkstatt um 1520 zuzurechnen sind. Im Chor finden sich Gewölbekonsolen in Form von Tierköpfen und Masken; die runden Chorschlusssteine sind mit Reliefs von Sonne und Mond versehen. Die Spitzbogenöffnung zum Turm ist bis auf eine Tür vermauert, die ehemalige Patronatsloge heute durch die Orgel verstellt. Im Jahr 1957 wurden im westlichen Chorgewölbe Reste einer Wandmalerei mit der Darstellung des heiligen Markus aus den ersten Jahren des 16. Jahrhunderts freigelegt.

## Ausstattung
Die Kirchenglocke spendete 1462 der Bischof von Brandenburg Dietrich von Stechow.
Fünf Porträtgemälde sind zu nennen: für Reimar von Winterfeldt, 1596, Öl auf Holz; Ölbilder des Ehepaars von Löben von 1666, und ein ovales Ölgemälde des Freiherrn von Canitz († 1699); im Chor findet sich ein lebensgroßes Gemälde der Ehrengard Maria von Hagen (geborene von Schulenburg) mit Bildnismedaillons ihrer drei verstorbenen Ehemänner, 1730 von Emanuel Dubuisson, ausgeführt in Öl auf Kupfer, der Rahmen ist mit 32 Alabasterwappen versehen.
Ein spätromanischer Inschriftgrabstein von 1296 wurde für Katarina von Krummensee († 1596), geborene Mörner, die Frau des Hans von Krummensee, wiederverwendet. Ein Epitaph für Philipp Ludwig von Canstein († 1708), in der Art des Johann Georg Glume des Älteren, ist mit Trophäenschmuck und Fama und der Büste des Verstorbenen auf einem Sarkophag ausgestattet (die oberen Teile wurden durch eine Gipskopie ersetzt). Dieses Epitaph wurde von Theodor Fontane in seinen Wanderungen durch die Mark Brandenburg literarisch rezipiert.
Ein Sandsteinepitaph für Heinrich Julius von Goldbeck († 1818) und seine Frau († 1816) mit Reliefmedaillons der Köpfe aus Marmor 1820 von Johann Gottfried Schadow ist weiter zu erwähnen. Außen an der Sakristei finden sich zwei Inschriftgrabsteine von 1734 und 1744. Im Süden ist ein Urnengrabmal im Zopfstil für Carl Wilhelm Börger († 1793) aufgestellt.
Die Oberin des Sankt Elisabeth Krankenhauses aus Berlin Gräfin Anna von Arnim-Blumberg spendete 1879 der Kirche eine Kanzel aus Sandstein. Zu dieser Zeit kamen auch Spenden aus der Gemeinde von Blumberg für den Kircheninnenraum, eine Gedenktafel für Gefallene, eine mit Goldstickereien versehene rote Kanzel- und Altardecke.
Die Orgel ist ein Werk von Schuke Orgelbau aus dem Jahr 1963 mit 13 Registern auf zwei Manualen und Pedal.

## Pfarrer

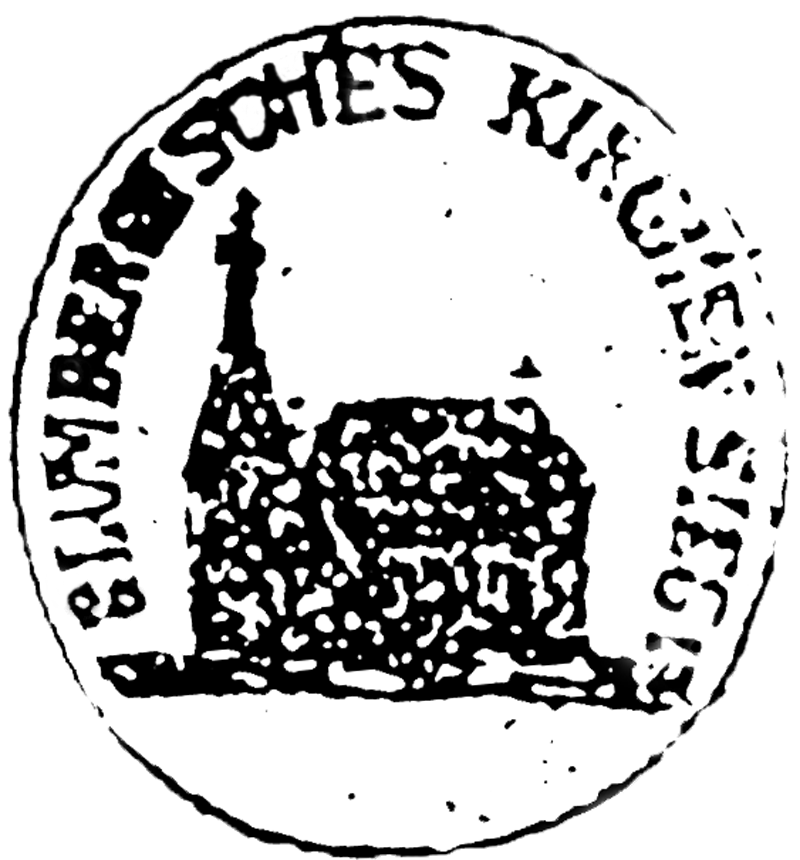
Blumbergisches Kirchensiegel der Dorfkirche Blumberg (Ahrensfelde) aus dem Jahre 1859

Bekannt sind folgende Pfarrer in Blumberg
| - Arnold, 1357 - Erasmus Schultz und Vikar Peter Mathis um 1540 - Peter Simon, um 1574 - Georg Schröder, 1593–1629 - Joachim Hellwig, 1629–1675 - Jakob Hellwig, 1675–1692 - Jakob Lüdecke, 1692–1694 - Andreas Schmidt, 1694–1695 - Gottfried Christoph Treuer, 1696–1703 - Ephraim Friedlieb Jüterbock, 1703–1739 - Daniel Rücken, 1739–1760 - Johann Albrecht Junge, 1760–1766 - Gottfried Lehmann, 1767–1790 - Johann Christian Friedrich Köllner, 1791–1792 - Johann Christoph Meistermann, 1792–1828 - Heinrich Adolph Bötticher, 1828–1852 - Friedrich Karl Eduard Gallwitz, 1852–1858 - Friedrich Wilhelm Eduard Ullmann, 1859–1870 - Gustav Hermann Julius Blasche, 1871–1910 - Karl Gustav Georg Ramin, 1910–1934 - Fritz Georg Moritz Heinzel, 1934–1937 |